# Miejska Biblioteka Publiczna w Świętochłowicach
Miejska Biblioteka Publiczna im. Juliusza Ligonia w Świętochłowicach – biblioteka publiczna, samorządowa instytucja kultury. Została wpisana do księgi rejestrowej instytucji kultury w Świętochłowicach pod nr III w dniu 21 września 1992 roku, uzyskując tym samym osobowość prawną. 

## Historia
Miejska Biblioteka Publiczna w Świętochłowicach powstała w 1948 roku. Jej powstanie wiąże się ze społeczną zbiórką książek, którą zaraz po zakończeniu II wojny światowej zorganizowali bibliotekarze, członkowie Towarzystwa Czytelni Ludowych: Gertruda Mańka i Teofil Pieczyk. W dniu 4 maja 1948 roku nastąpiło otwarcie Biblioteki Zarządu Miejskiego w lokalu, znajdującym się obecnie przy ulicy Katowickiej 36 w Świętochłowicach. Uruchomiono wtedy wypożyczalnię i czytelnię. We wrześniu 1949 roku bibliotekę przemianowano na Miejską Bibliotekę Publiczną, w następnym roku bibliotekę przeniesiono do lokalu przy ulicy Bytomskiej 6a.
W 1949 roku uruchomiono także biblioteki w gminach Lipiny i Chropaczów, które w 1951 roku zostały przyłączone do Świętochłowic. Z chwilą przyłączenia tych gmin stały się one dzielnicami miasta, zaś ich biblioteki filiami Miejskiej Biblioteki Publicznej. W ten sposób powołano do życia filię nr 1 w Lipinach i filię nr 2 w Chropaczowie. 
Kolejne lata przyniosły rozbudowę sieci filii Biblioteki. W roku 1955 powstała filia nr 3 w okolicach Szybu Marcina, w 1965 roku filia nr 4 na osiedlu Waryńskiego (obecnie osiedle Ustronie), w 1976 utworzono filię nr 5 przy ulicy Bytomskiej, w 1983 roku powstała filia nr 6 na Lipinach. W roku 1984 powstała filia nr 7 w Chropaczowie; w tym też roku filia nr 2 została przeniesiona do lokalu na osiedlu „Na Wzgórzu”, gdzie oprócz dużej wypożyczalni i czytelni otwarto również Dział Muzyczny. 
W roku 1975 centralę Biblioteki przeniesiono do nowego budynku przy ulicy Świerczewskiego 1d (jest to obecnie ul. Konstytucji 1997 roku). Była to nowoczesna placówka biblioteczna, zawierająca czytelnię na 32 miejsca, Dział Informacji Bibliotecznej oraz Dział Gromadzenia i Opracowywania Zbiorów. 
26 lutego 1976 roku, decyzją wojewody katowickiego, nadano Miejskiej Bibliotece Publicznej imię Juliusza Ligonia.
W 1994 roku Biblioteka przystąpiła do komputeryzacji zbiorów bibliotecznych. Zakupiono wtedy system biblioteczny SIB, który w 2001 roku został zastąpiony systemem SOWA. W 2012 roku Biblioteka zakupiła nowoczesny zintegrowany system biblioteczny SOWA2/MARC21, rok później uruchomiono pierwszą elektroniczną wypożyczalnię w Bibliotece Centralnej. 

## Współczesność
Placówki
Obecnie sieć biblioteczna Miejskiej Biblioteki Publicznej w Świętochłowicach składa się z 6 placówek: Biblioteki Centralnej (ul. Plebiscytowa 3), Filii nr 1 (ul. Chorzowska 37), Filii nr 2 (ul. Łagiewnicka 55), Filii nr 4 (ul. Romana Dmowskiego 21/23), Filii nr 5 (pl. Krauzego 1), Filii nr 6 (ul. Chorzowska 73). Wypożyczalnie elektroniczne działają we wszystkich filiach Biblioteki.
Zbiory
Biblioteka gromadzi i udostępnia zbiory z zakresu literatury pięknej dla dorosłych, dzieci i młodzieży, literatury popularnej i popularnonaukowej oraz literatury w językach obcych. Ponadto gromadzi i udostępnia czasopisma.. 
Obok zbiorów w formie papierowej, biblioteka udostępnia także publikacje w formie elektronicznej poprzez platformę IBUK Libra, pliki do odtwarzania na czytakach i w standardzie DAISY oraz na płytach CD.
Zajęcia stałe
Dla dzieci:
- Podróże z Książką (spotkania w przedszkolach, prowadzone przez bibliotekarki z Biblioteki Centralnej i Filii nr 5.)[7]
- Przedszkolaki w Bibliotece (spotkania dla przedszkolaków w Filii nr 1, Filii nr 2 i Bibliotece Centralnej)[7]
- Książeczki z Bibliotecznej Półeczki (spotkania dla przedszkolaków w Filii nr 6)[7]
- Klub Młodego Artysty "Plastuś" (zajęcia plastyczne dla młodszych dzieci szkolnych w Filii nr 1)[8]
- Klub Gier Planszowych "Pionek" (gry planszowe w Filii nr 1 i Filii nr 2)[8]
- Filmowa Biblioteka dla dzieci (projekcje filmów dla dzieci w Filii nr 1)[8]

Dla dorosłych:
- Filmowa Biblioteka (projekcje filmów w Filii nr 1)[9]
- Muzyczna Biblioteka (spotkania o tematyce muzyki rozrywkowej w Filii nr 1)[9]
- Klub Dobrego Słowa (spotkania literackie dla dorosłych czytelników w Filii nr 1)[10]
- Radosna Jesień Życia (zajęcia aktywizujące dla osób w podeszłym wieku w Bibliotece Centralnej i Filii nr 6)[10]

Ponadto Biblioteka prowadzi spotkania z członkami Polskiego Związku Niewidomych w Bibliotece Centralnej oraz spotkania w ramach Warsztatów Terapii Zajęciowej i z udziałem uczestników Środowiskowego Domu Samopomocy - te dwa ostatnie działania odbywają się w Bibliotece Centralnej i Filii nr 2.
Stowarzyszenie Przyjaciół Biblioteki
Stowarzyszenie Przyjaciół Miejskiej Biblioteki Publicznej w Świętochłowicach powstało 21 listopada 2000 roku. Celem Stowarzyszenia jest wspieranie działalności Biblioteki poprzez zakup zbiorów bibliotecznych (książki i prenumerata czasopism) oraz współfinansowanie imprez czytelniczych organizowanych przez Bibliotekę. Członkiem Stowarzyszenia może zostać każdy czytelnik MBP.